# Красавин, Вячеслав Фёдорович
Красавин Вячеслав Фёдорович (род. 27 апреля 1957, Новгородская область, РСФСР, СССР) — генерал-майор милиции.

## Биография

### Образование
- в 1982 году окончил Ленинградский инженерно-экономический институт им. П.Тольятти, с отличием
- в 2004 году окончил Санкт-Петербургский университет МВД России, заочно

### Начало трудовой деятельности
- с 1974 года — фрезеровщик завода «Комета» в г. Новгороде. В 1975—1977 годы служил в Вооружённых силах СССР, в роте почётного караула[1].
- с 1982 года по 1984 год — инженер Ленинградского ПО «Красный треугольник».

### Служба в милиции
- с апреля 1984 года — оперуполномоченный ОБХСС УВД Ленинского райисполкома г. Ленинграда.
- с сентября 1985 года по июль 1989 года служба в УБХСС ГУВД Леноблгорисполкома.
- с июля 1989 года по октябрь 2001 года служба на различных оперативных и руководящих должностях в подразделениях по борьбе с организованной преступностью, последовательно занимал должности: 6 отделе УБХСС ГУВД Леноблгорисполкомов, 6 Управлении ГУВД Леноблгорисполкомов, оперативно-розыскном бюро при ГУВД Санкт-Петербурга и Ленинградской области, РУОП при ГУВД Санкт-Петербурга и Ленинградской области, Северном и Северо-Западном РУБОП при ГУБОП МВД России.
- с января 2002 года по сентябрь 2003 года — заместитель начальника оперативно-розыскного бюро Главного управления МВД России по Северо-Западному федеральному округу.
- с 28 сентября 2003 года — первый заместитель начальника Главного управления МВД России по Северо-Западному федеральному округу, одновременно начальник оперативно-розыскного бюро по экономическим и налоговым преступлениям[2].
- с февраля 2005 года временно исполнял должность начальника Главного управления МВД России по Северо-Западному федеральному округу. Утверждён на данной должности 1 декабря 2005 года[3]. Снят с должности 20 июля 2010 года. Уволен из органов внутренних дел[4][5].

## Награды
- Медаль «За отличие в охране общественного порядка» (и другие медали)
- Нагрудный знак «Почётный сотрудник МВД»
- Именное оружие — пистолет Макарова.